# Collectif Appel à la fraternité
 (juin 2025).
Motif : aucune source secondaire ne démontre la notoriété encyclopédique de ce Collectif
- Archive Wikiwix
- Bing
- Cairn
- DuckDuckGo
- E. Universalis
- Gallica
- Google
- G. Books
- G. News
- G. Scholar
- Persée
- Qwant
- (zh) Baidu
- (ru) Yandex
- (wd) trouver des œuvres sur Wikidata

| 1. | Préciser le motif de la pose du bandeau. | Précisez le motif de la pose du bandeau en utilisant la syntaxe suivante : {{admissibilité à vérifier\|date=juin 2025\|motif=remplacez ce texte par le motif}}                                       |
| 2. | Informer les utilisateurs concernés.     | Pensez à avertir le créateur de l'article, par exemple, en insérant le code ci-dessous sur sa page de discussion : {{subst:avertissement admissibilité à vérifier\|Collectif Appel à la fraternité}} |

 (juillet 2019).
Si vous disposez d'ouvrages ou d'articles de référence ou si vous connaissez des sites web de qualité traitant du thème abordé ici, merci de compléter l'article en donnant les références utiles à sa vérifiabilité et en les liant à la section « Notes et références ».
Le collectif Appel à la fraternité est créé en 1999 à l’initiative de Jean-Louis Sanchez, fondateur et délégué général de l’Observatoire national de l’Action sociale (ODAS)).
L'Appel est signé par plusieurs centaines de responsables publics et associatifs reflétant une diversité de sensibilités politiques, mais aussi des acteurs engagés.
Le collectif obtient en 2004 le label « Grande Cause nationale » par décret du Président de la République Jacques Chirac et du Premier ministre Jean-Pierre Raffarin.
De plus, au cours de cette année, deux-tiers des villes de France signent une charte de la Fraternité.
À la suite des événements tragiques de janvier 2015, le collectif lance un nouvel appel pour montrer les liens entre sécurité et fraternité, avec pour objectif de convaincre les décideurs nationaux et locaux d’organiser une Semaine de la Fraternité en 2016 pour que chaque Français s’engage. Les objectifs de cet Appel entraînent l’adhésion de plusieurs milliers de signataires, ce qui permet d’espérer que ce projet pourra être mis en œuvre.